# Paddleguaner
Paddleguaner (Phrynosoma) är ett släkte ödlor som förekommer från södra Kanada genom västra USA och Mexiko till Guatemala. Vissa arter har ett märkligt försvarsbeteende, om de hotas försöker de som en sista utväg avskräcka fienden genom att spruta blod genom öppningar nära ögonen. Blodet förvirrar angriparen och smakar illa och brukar få fiender som prärievarg och andra rovlevande däggdjur att avbryta attacken. 
Paddleguaner får vätska genom att äta myror, som utgör en stor del av dieten.

## Arter
Arter enligt The Reptile Database:
- Phrynosoma asio
- Phrynosoma bauri
- Phrynosoma blainvillii
- Phrynosoma braconnieri
- Phrynosoma brevirostris
- Phrynosoma cerroense
- Phrynosoma cornutum
- Phrynosoma coronatum
- Phrynosoma diminutum
- Phrynosoma ditmarsi
- Phrynosoma douglasii
- Phrynosoma goodei
- Phrynosoma hernandesi
- Phrynosoma mcallii
- Phrynosoma modestum
- Phrynosoma orbiculare
- Phrynosoma ornatissimum
- Phrynosoma platyrhinos
- Phrynosoma sherbrookei
- Phrynosoma solare
- Phrynosoma taurus
- Phrynosoma wigginsi